# Harry Källström
Harry Källström (Södertälje, 30 juni 1939 – Strömsund, 13 juli 2009) was een Zweeds rallyrijder.

## Carrière

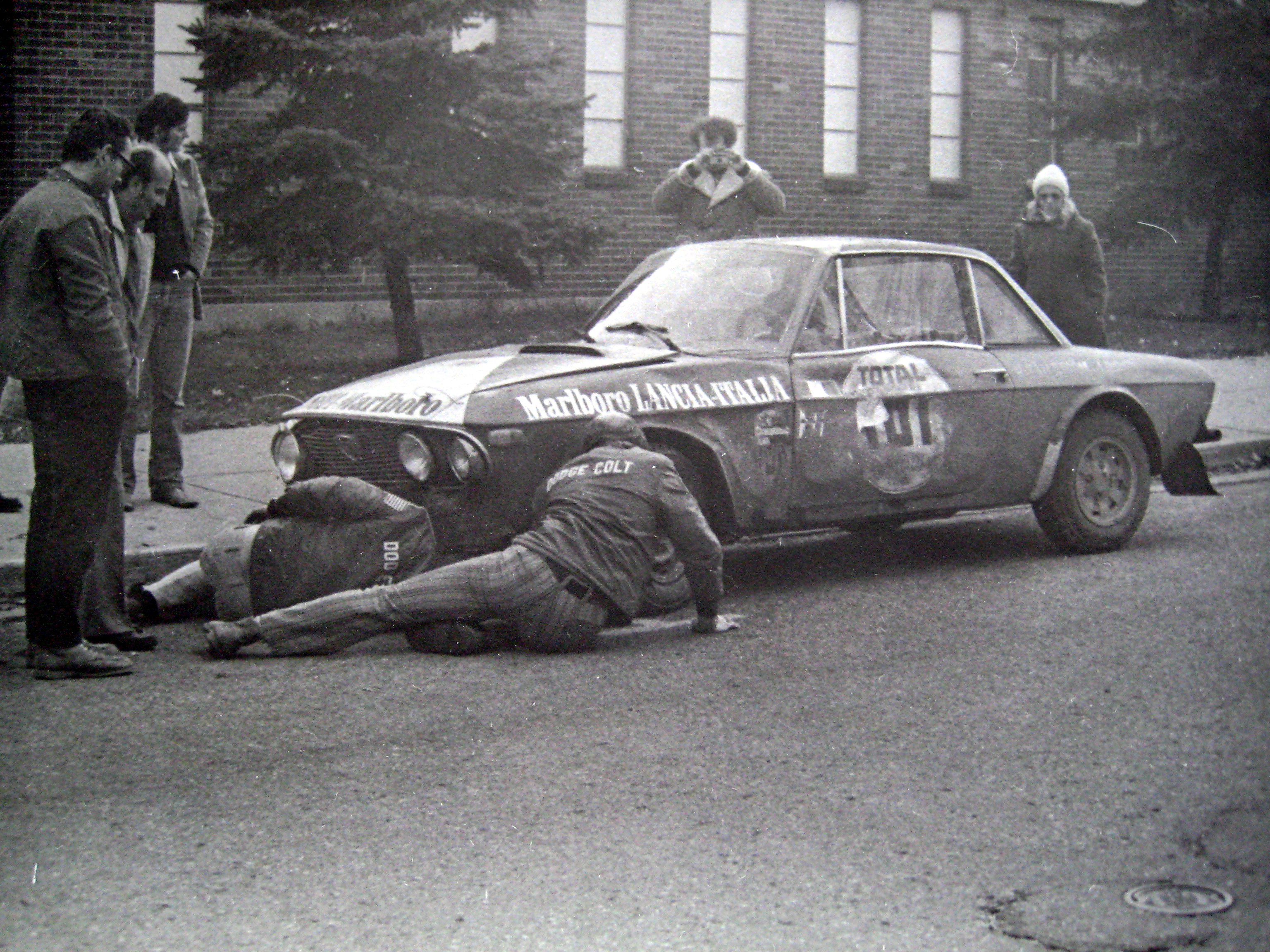
Källströms Lancia Fulvia tijdens de Press-on-Regardless Rally in 1972

Källström maakte in 1957 zijn debuut in de rallysport. Zijn vader was ook rallyrijder en was actief voor onder meer de Zweedse importeur van Volkswagen. Hij werd daar zelf zelf ook rijder van en behaalde daarmee zijn eerste grote resultaat tijdens de Rally van Groot-Brittannië in 1964, die hij als tweede eindigde. Vervolgens werd hij fabrieksrijder bij Mini, voordat hij werd aangetrokken door het team van Lancia. Dat kwam in de tweede helft van de jaren zestig aanzetten met de Lancia Fulvia. Källström won met deze auto de Rally van Groot-Brittannië (RAC Rally) in 1969 en 1970 en schreef in het eerstgenoemde jaar ook de titel in het Europees kampioenschap op zijn naam; het meest prominente kampioenschap in de sport op dat moment.
Na minder vruchtbare seizoenen met Lancia in de vroege jaren zeventig, stapte hij over naar het team van Datsun. Tijdens de Safari Rally in 1973, dat jaar voor het eerst onderdeel van het nieuwe Wereldkampioenschap rally, eindigde hij ex aequo met teamgenoot Shekhar Mehta op de eerste plaats. De overwinning kwam op naam van Mehta, die sneller was op de openingsproeven van het evenement. Voor Källström kwam een WK-rallyoverwinning drie jaar later, met een Datsun 160J in de rally van Griekenland in 1976. Hij bleef tot begin jaren tachtig actief als rallyrijder bij Datsun, met optredens in onder meer het WK rally. Källstroms bijnaam luidde 'Sputnik', wat refereert aan zijn snelle voortgang tot een befaamd rijder.
In latere jaren werd Källström een chauffeur in zijn lokale gemeente. Hij overleed in juli 2009 aan de gevolgen van een hartaanval, niet lang na het vieren van zijn zeventigste verjaardag.

## Complete resultaten in het Wereldkampioenschap rally

### Overwinningen
| Nr. | Seizoen | Rally                | Navigator             | Auto        |
| --- | ------- | -------------------- | --------------------- | ----------- |
| 1   | 1976    | 23rd Acropolis Rally | Claes-Göran Andersson | Datsun 160J |

### Overzicht van deelnames
| Seizoen | Inschrijving                             | Auto                       | 1     | 2      | 3      | 4      | 5     | 6      | 7      | 8   | 9      | 10     | 11  | 12     | 13  | Pos. | Punten |
| ------- | ---------------------------------------- | -------------------------- | ----- | ------ | ------ | ------ | ----- | ------ | ------ | --- | ------ | ------ | --- | ------ | --- | ---- | ------ |
| 1973    | Lancia Marlboro                          | Lancia Fulvia 1.6 Coupé HF | MON 8 | ZWE 4  |        |        |       |        |        |     |        |        |     |        |     | -    | -      |
| 1973    | Volkswagen / Porsche                     | Volkswagen 1302S           |       |        | POR NF |        |       |        |        |     |        |        |     |        |     | -    | -      |
| 1973    | Volkswagen / Porsche                     | Volkswagen 1303S           |       |        |        |        |       | GRI NF | POL    | FIN | OOS 11 | ITA    | VST |        |     | -    | -      |
| 1973    | Datsun                                   | Datsun 1800 SSS            |       |        |        | KEN 2  | MAR   |        |        |     |        |        |     |        |     | -    | -      |
| 1973    | Datsun UK                                | Datsun 240Z                |       |        |        |        |       |        |        |     |        |        |     | GBR 14 | FRA | -    | -      |
| 1974    | Datsun                                   | Datsun 260Z                | POR 5 | KEN 4  |        |        |       |        |        |     |        |        |     |        |     | -    | -      |
| 1974    | Aro Yhtyma Oy Autokeskus                 | Datsun Violet              |       |        | FIN 21 | ITA    | CAN   | VST    |        |     |        |        |     |        |     | -    | -      |
| 1974    | Datsun Dealers                           | Datsun 160J                |       |        |        |        |       |        | GBR 15 | FRA |        |        |     |        |     | -    | -      |
| 1975    | Datsun                                   | Datsun 160J                | MON   | ZWE NF | KEN NF | GRI    | MAR   | POR    | FIN    | ITA | FRA    |        |     |        |     | -    | -      |
| 1975    | Old Woking Service Station               | Datsun 160J                |       |        |        |        |       |        |        |     |        | GBR 11 |     |        |     | -    | -      |
| 1976    | Datsun                                   | Datsun 160J                | MON   | ZWE    | POR    | KEN 7  | GRI 1 | MAR    | FIN    | ITA | FRA    |        |     |        |     | -    | -      |
| 1976    | Team Sanyo                               | Datsun 160J                |       |        |        |        |       |        |        |     |        | GBR NF |     |        |     | -    | -      |
| 1977    | Datsun                                   | Datsun 160J                | MON   | ZWE    | POR    | KEN NF | NZL   | GRI 3  | FIN    | CAN | ITA    | FRA    | GBR |        |     | -    | -      |
| 1978    | Datsun                                   | Datsun 160J                | MON   | ZWE    | POR    | KEN NF | GRI 4 | FIN    | CAN    | ITA | IVK    | FRA    | GBR |        |     | -    | -      |
| 1979    | Team Datsun Europe                       | Datsun 160J                | MON   | ZWE NF | POR    |        |       |        |        |     |        |        |     |        |     | 18   | 14     |
| 1979    | D.T. Dobie & Co Kenya Ltd. / Team Datsun | Datsun 160J                |       |        |        | KEN 9  |       |        |        |     |        |        |     |        |     | 18   | 14     |
| 1979    | N.I. Theocharakis S.A.                   | Datsun 160J                |       |        |        |        | GRI 3 | NZL    | FIN    | ITA | CAN    | FRA    | GBR | IVK    |     | 18   | 14     |
| 1980    | D.T. Dobie & Co Kenya Ltd. / Team Datsun | Datsun 160J                | MON   | ZWE    | POR    | KEN NF |       |        |        |     |        |        |     |        |     | 42   | 4      |
| 1980    | N.I. Theocharakis S.A.                   | Datsun 160J                |       |        |        |        | GRI 7 |        |        |     |        |        |     |        |     | 42   | 4      |
| 1980    | Nissan Motors                            | Datsun 160J                |       |        |        |        |       | ARG NF | FIN    | NZL |        |        |     |        |     | 42   | 4      |
| 1980    | Team Datsun Europe                       | Datsun 160J                |       |        |        |        |       |        |        |     | ITA NF | FRA    | GBR | IVK    |     | 42   | 4      |

#### Noot
- Het Wereldkampioenschap rally concept van 1973 tot en met 1976, hield in dat er enkel een kampioenschap open stond voor constructeurs.
- In de seizoenen 1977 en 1978 werd de FIA Cup for Drivers georganiseerd. Hierin meegerekend alle WK-evenementen, plus 10 evenementen buiten het WK om.